# 鲁家原遗址
鲁家原遗址，位于中国甘肃省崇信县，为一个省级文物保护单位，类型为古遗址。
鲁家原遗址的历史年代为新石器时代。